# Rezerwat przyrody Szerokie Bagno
Rezerwat Szerokie Bagno – rezerwat przyrody położony w gminie Osieck, na południowy zachód od wsi Zabieżki (powiat otwocki, województwo mazowieckie). Leży w granicach Mazowieckiego Parku Krajobrazowego, na gruntach Nadleśnictwa Celestynów (leśnictwo Czarci Dół).
Jest to rezerwat torfowiskowy, częściowy, o powierzchni 76,73 ha (według aktu powołującego). Utworzono go w celu ochrony torfowiska wysokiego oraz fragmentów boru wilgotnego i bagiennego z charakterystyczną roślinnością.

## Walory przyrodnicze
Największą powierzchnię zajmują bór świeży (48,8%), bór wilgotny (23,7%) i bór bagienny (18,2%), a gatunkiem panującym jest sosna (86,8%). 
Jest to obszar wysoczyzny morenowej z licznymi wydmami i zalegającymi między nimi zatorfionymi zagłębieniami. Szczególnej ochronie podlega torfowisko wysokie (należące do typu bałtyckiego, z zaznaczającymi się wpływami klimatu kontynentalnego) porośnięte karłowatą sosną, płatami borówki bagiennej, bagna zwyczajnego, żurawiny i kępami wełnianek. 
Najbardziej rozpowszechnionym zespołem roślinnym jest Sphagnetum magellanici (torfowiec czerwonawy) zdominowane przez 3 gatunki torfowców: torfowiec czerwonawy Sphagnum rubellum, torfowiec magellański Sphagnum magellanicum i torfowiec kończysty Sphagnum recurvum. Na szczytach kępek rośnie modrzewnica zwyczajna i żurawina błotna.
Gatunki stwierdzone w rezerwacie podlegające ochronie ścisłej:
- rosiczka okrągłolistna (Drosera rotundifolia)
- widłak jałowcowaty (Lycopodium annotinum)
- grzybienie białe (Nymphaea alba).

Gatunki chronione częściowo:
- płucnica islandzka (Cetraria islandica)
- mącznica lekarska (Arctostaphylos uva-ursi)
- bagno zwyczajne (Ledum palustre)
- kalina koralowa (Viburnum opulus)
- kruszyna (Frangula alnus).

Roślinność tu występująca jest typowa dla torfowisk, a niedostępne tereny są ostoją zwierzyny, płazów i gadów. Godnymi uwagi są występujące tu żmija zygzakowata, jaszczurka zwinka i jaszczurka żyworodna. Ptaki reprezentowane są przez takie gatunki, jak m.in. żuraw, brodziec samotny, kruk, myszołów zwyczajny, jastrząb oraz kilka gatunków sikor i dzięciołów.